# Henry Somerset (2. książę Beaufort)

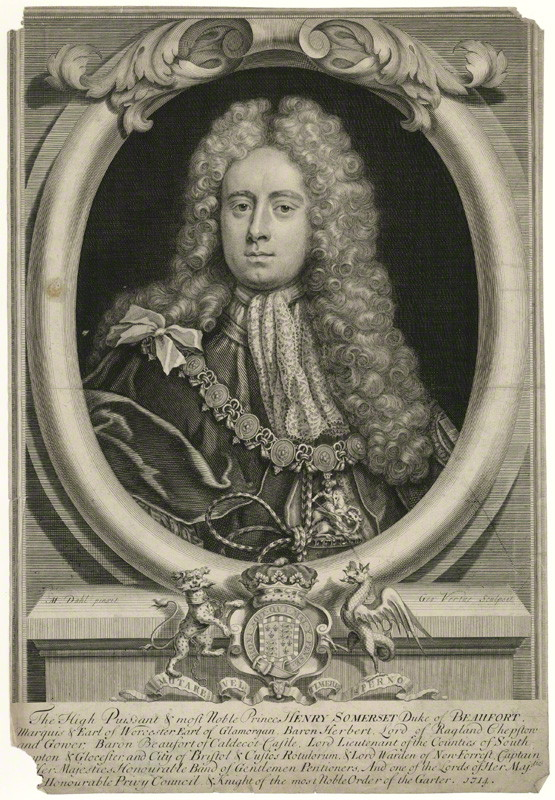
Henry Somerset, 2. książę Beaufort

Henry Somerset, 2. książę Beaufort (ur. 2 kwietnia 1684 w Monmouth, zm. 24 maja 1714 w Badminton w hrabstwie Gloucestershire) – angielski arystokrata, jedyny syn i najstarsze dziecko Charlesa Somerseta, markiza Worcester (syna i dziedzica 1. księcia Beaufort), i Rebekki Child, córki sir Josiaha Childa, 1. baroneta, odznaczony Orderem Podwiązki.

## Życiorys
Do 1698 nosił tytuł hrabiego Glamorgan. Od śmierci ojca w 1698 był tytułowany markizem Worcester. Po śmierci dziadka w 1700 (lub 1699) odziedziczył tytuł 2. księcia Beaufort i uzyskał prawo do zasiadania w Izbie Lordów. Zasiadł w niej po osiągnięciu pełnoletniości. W latach 1710–1714 był lordem namiestnikiem Hampshire. 13 grudnia 1710 został powołany do Tajnej Rady. W latach 1712–1714 był lordem namiestnikiem Gloucestershire oraz kapitanem Gentlemen Pensioners. 25 października 1713 został odznaczony Orderem Podwiązki.
Somerset był trzykrotnie żonaty. Po raz pierwszy ożenił się 7 lipca 1702 w hrabstwie Kent z lady Mary Sackville (24 kwietnia 1688 – 18 czerwca 1705), córką Charlesa Sackville’a, 6. hrabiego Dorset, i Mary Crompton, córki 3. hrabiego Northampton. Henry i Mary nie mieli razem dzieci.
Drugą żoną Beauforta została 26 lutego 1705/1706 w kaplicy Królewskiej St. James’s Palace w Londynie Rachel Noel (zm. 13 września 1709), córki Wriothesleya Noela, 2. hrabiego Gainsborough, i Catherine Greville, córki 5. barona Brooke. Henry i Rachel mieli razem dwóch synów:
- Henry Scudamore (23 marca 1707 – 26 lutego 1745), 3. książę Beaufort
- Charles Noel Somerset (12 września 1709 – 28 października 1756), 4. książę Beaufort

14 września 1711 w Wimbledonie poślubił swoją trzecią żonę, lady Mary Osborne (14 sierpnia 1688 – 4 lutego 1722), córkę Peregrine’a Osborne’a, 2. księcia Leeds, i Bridget Hyde, córki sir Thomasa Hyde’a. Henry i Mary nie mieli razem dzieci.
Beaufort zmarł nagle w 1714 z powodu „zapalenia spowodowanego wypiciem małego piwa podczas długiej podróży”. Został pochowany w Badminton w hrabstwie Gloucestershire. Tytuł książęcy odziedziczył jego najstarszy syn.
T. Hearne opisał Beauforta jako „człowieka wielkiej prawości, o atrakcyjnej osobowości oraz niesamowicie dobrej naturze”.